# Over the End
Over the End è un brano musicale di Masami Okui scritto da Yabuki Toshiro e dalla stessa Okui, e pubblicato come singolo il 26 aprile 2000 dalla Starchild. Il singolo è arrivato alla quarantacinquesima posizione nella classifica settimanale Oricon dei singoli più venduti, rimanendo in classifica per due settimane e vendendo 9 660 copie. Si tratta del primo singolo della Okui a non essere in qualche modo collegato ad un anime.

## Tracce
CD singolo KICS-789
1. OVER THE END
2. Moon
3. OVER THE END (instrumental)
4. Moon (instrumental)
5. OVER THE END (MOZAMBIQUE club mix)

## Classifiche
| Classifica (2000)                        | Posizione più alta |
| ---------------------------------------- | ------------------ |
| Giappone (Classifica settimanale Oricon) | 45                 |